# Antonee Robinson
Antonee Robinson (Milton Keynes, Inglaterra, 8 de agosto de 1997) es un futbolista estadounidense que juega como defensa en el Fulham F. C. de la Premier League de Inglaterra.

## Trayectoria
Nacido en Milton Keynes, Inglaterra, pasó por la academia del Everton F. C., habiendo estado en la academia desde los 11 años. En junio de 2013 firmó una beca con el club, convirtiéndose en jugador a tiempo completo.

## Clubes
| Club                            | País       | Año       |
| ------------------------------- | ---------- | --------- |
| Everton F. C.                   | Inglaterra | 2017-2019 |
| Bolton Wanderers F. C. (cedido) | Inglaterra | 2017-2018 |
| Wigan Athletic F. C. (cedido)   | Inglaterra | 2018-2019 |
| Wigan Athletic F. C.            | Inglaterra | 2019-2020 |
| Fulham F. C.                    | Inglaterra | 2020-     |

## Palmarés

### Títulos nacionales
| Título           | Club         | País       | Año  |
| ---------------- | ------------ | ---------- | ---- |
| EFL Championship | Fulham F. C. | Inglaterra | 2022 |

### Títulos internacionales
| Título                          | Club (*)                    | Sede           | Año  |
| ------------------------------- | --------------------------- | -------------- | ---- |
| Liga de Naciones de la Concacaf | Selección de Estados Unidos | Estados Unidos | 2020 |
| Liga de Naciones de la Concacaf | Selección de Estados Unidos | Estados Unidos | 2023 |
| Liga de Naciones de la Concacaf | Selección de Estados Unidos | Estados Unidos | 2024 |

(*) Incluyendo la selección.